# Inna (zpěvačka)
Elena Alexandra Apostoleanu (* 16. října 1986 v Mangalii, Rumunsko), profesionálně známá jako Inna, je rumunská zpěvačka, kterou proslavily především dvě její písně: její úplně první singl „Hot“ a píseň „Sun Is Up“ z roku 2010. Stylem hudby bývá často přirovnávána k Rihanně, Shakiře, Britney Spears nebo Lady Gaga.

## Osobní život
Inna zpívala už od dětství a od osmi let se začala pravidelnými lekcemi zdokonalovat ve zpěvu. Vystudovala střední ekonomickou školu v Constantě a poté studovala politické vědy na tamní univerzitě: neúspěšně.
Je aktivistkou za práva dětí a byla navržena na titul ambasadorky UNICEF (UNICEF Goodwill Ambassador). V listopadu 2011 se svým podpisem přidala ke kampani, která chce minimalizovat domácí násilí a podporovat ženy v Rumunsku. Také podepsala petici, která v Rumunsku bojovala za to, aby domácí násilníci byli trestně stíhání, stejně jako jiní zločinci. Jako jedna z mála rumunských celebrit podporuje práva LGBT lidí a společně s dalšími celebritami napsala otevřený dopis na podporu práv leseb, gayů a dalších genderových komunit.

## Kariéra

### 2008 - 2010: Hot
Na podzim 2008 byl vydán její první singl "Hot" díky třem producentům z týmu Play & Win (Radu Bolfea, Sebastian Barac, Marcel Botezan), kteří spolupracují také s jinými zpěváky (Akcent, Activ, Morris). Singl přinesl velký úspěch v několika evropských zemích a v rodném Rumunsku je jednou z nejčastěji hraných písní v rádiích. 8. srpna 2009 získala 2. místo na festivalu Sopoty Hit Festival 2009 v kategorii nejlepší zahraniční hit léta.

### 2011 - 2012: I Am The Club Rocker
V roce 2010 získala Inna na Romania Music Award ocenění pro nejlepší ženu, nejlepším album, nejlepší webové stránky, nejlepší show i nejlepší světový umělec. Krom toho představila i nový singl „Sun Is Up“, který se v Rumunsku rychle stal hitem. Dosáhl 2. místa v rumunské TOP 100, v Bulharsku se dokonce dostal na úplně první místo. Doprovodný klip k singlu byl natočen v srpnu 2010 ve Španělsku a měl premiéru 30. září na oficiálních webových stránkách Inny. Měla šanci vyhrál i cenu MTV pro nejlepší evropský hudební počin, tu ale získal Ital Marco Mengoni.
Na začátku roku 2011 Inna odstartovala své první oficiální turné, během kterého navštívila Francii, Španělsko, Německo, Turecko, Libanon, Maroko a Rumunsko. 26. srpna 2011 vydala Inna své druhé studiové album s názvem I Am The Club Rocker. Album se do první dvacítky dostalo, mimo jiné, i v Česku a také v Belgii. Ve Francii se umístilo mezi TOP 40. Jedna z písní v tomto albu, „Club Rocker“, se ve Francii umístila na 32 pozici mezi TOP songy a ve Francii se tak stala Inninou nejoblíbenější písní.
V roce 2014 Robert Ramirez zažaloval Innu o 271 000 eur za to, že okopírovala do své písně jeho melodii ze singlu „A Minute Of Life“. Samotný song byl nakonec zničen právě kvůli plagiátorství.

### 2013 - současnost
7. června 2016 vydala Inna nový singl „Heaven", který se na Balkáně a ve východní Evropě stal velkým hitem. Nakonec se umístil v TOP 10 v Polsku, Bulharsku a Rumunsku. Krátce na to na svém Facebook profilu oznámila, že připravuje nové, celkem už páté, studiové album.

## Diskografie
Studiová alba
- Hot (2009)
- I Am the Club Rocker (2011)
- Party Never Ends (2013)
- Inna (2015)
- Nirvana (2017)
- Yo (2019)
- Heartbreaker (2020)
- Champagne Problems (2022)
- Just Dance (2023)
- Everything Or Nothing (2024)
- El Pasado (2024)

## Ocenění
- Sopot Hit Festival 2009, 2. místo

## Turné
- 2011 - INNA en Concert
- 2011 - INNA Live la Arenele Romane
- 2012 - INNA Club Rocker Tour
- 2013 - Party Never Ends Tour
- 2016 - INNA Tour